# Посольство Канады в США
Посольство Канады в Вашингтоне (англ. Embassy of Canada in Washington, D.C., фр. Ambassade du Canada à Washington) — главное дипломатическое представительство Канады в США, расположено в Вашингтоне на Пенсильвания-авеню, 501 между Капитолием и Белым домом. Находится к северу от восточного крыла Национальной галереи искусства.

## История
Посольство Канады долгое время располагалось в усадьбе в районе, называемым Посольский ряд. Усадьба была построена в 1909 году финансистом Кларенсом Муром, погибшим на «Титанике» в 1912 году. В 1927 году дом был куплен Канадой для своего посольства. В 1959 году здесь королева Канады и Великобритании Елизавета II принимала президента США Дуайта Эйзенхауэра. В настоящее время здесь расположено Посольство Узбекистана.
Однако со временем посольское представительство увеличилось и здания представительства оказались разбросаны по всему Вашингтону. В 1978 году Канада купила вакантный участок на Пенсильвания-авеню, расположенный в непосредственной близости от Капитолия. Новое здание было спроектировано как комбинация модернизма и неоклассицизма канадским архитектором Артуром Эриксоном, другом тогдашнего премьер-министра Канады Пьера Трюдо. В мае 1989 года новое здание посольства было открыто премьер-министром страны Брайаном Малруни. 
В настоящее время в посольстве работает 135 дипломатических работников и 150 человек местного обслуживающего персонала.

## Достопримечательности
- Скульптура «Дух Хайда Гвайи», скульптор Билл Рейд[2].
- Символическая «Ротонда провинций» из 12 колонн по количеству провинций и территорий Канады. Купол ротонды спроектирован таким образом, что для человека, находящегося в центре, звуки отражаются и усиливаются, создавая особый аудиоэффект.
- Скульптурная композиция инуксук, традиционная для инуитов, скульптор Дэвид Рубин Пиктоукан. Расположена в лобби посольства.

- «Ротонда провинций».
- Инуксук в лобби посольского здания.
- «Дух Хайда Гвайи», скульптор Билл Рейд.

## Резиденция посла
Посол Канады проживает в официальной резиденции, расположенной на Рок-Крик-Драйв рядом с Посольским рядом на север-западе Вашингтона. Эта кирпичная усадьба была куплена Канадой в 1948 году. Первым послом Канады в резиденции стал Лестер Б. Пирсон, впоследствии премьер-министр Канады (1963—1968).